# NGC 5203
NGC 5203 est une vaste galaxie lenticulaire située dans la constellation de la Vierge. Sa vitesse par rapport au fond diffus cosmologique est de 7 035 ± 30 km/s, ce qui correspond à une distance de Hubble de 103,8 ± 7,3 Mpc (∼339 millions d'al). NGC 5203 a été découverte par l'astronome germano-britannique William Herschel en 1786.
À ce jour, une mesure non basée sur le décalage vers le rouge (redshift) donne une distance d'environ 71,500 Mpc (∼233 millions d'al). Cette valeur est loin à l'extérieur des valeurs de la distance de Hubble. Notons cependant que c'est avec la valeur moyenne des mesures indépendantes, lorsqu'elles existent, que la base de données NASA/IPAC calcule le diamètre d'une galaxie et qu'en conséquence le diamètre de NGC 5203 pourrait être d'environ 56,2 kpc (∼183 000 al) si on utilisait la distance de Hubble pour le calculer.